# Toui de Sclater
Forpus modestus
Espèce
Synonymes
- Forpus modestus sclateri

Statut de conservation UICN

 LC  : Préoccupation mineure
Statut CITES

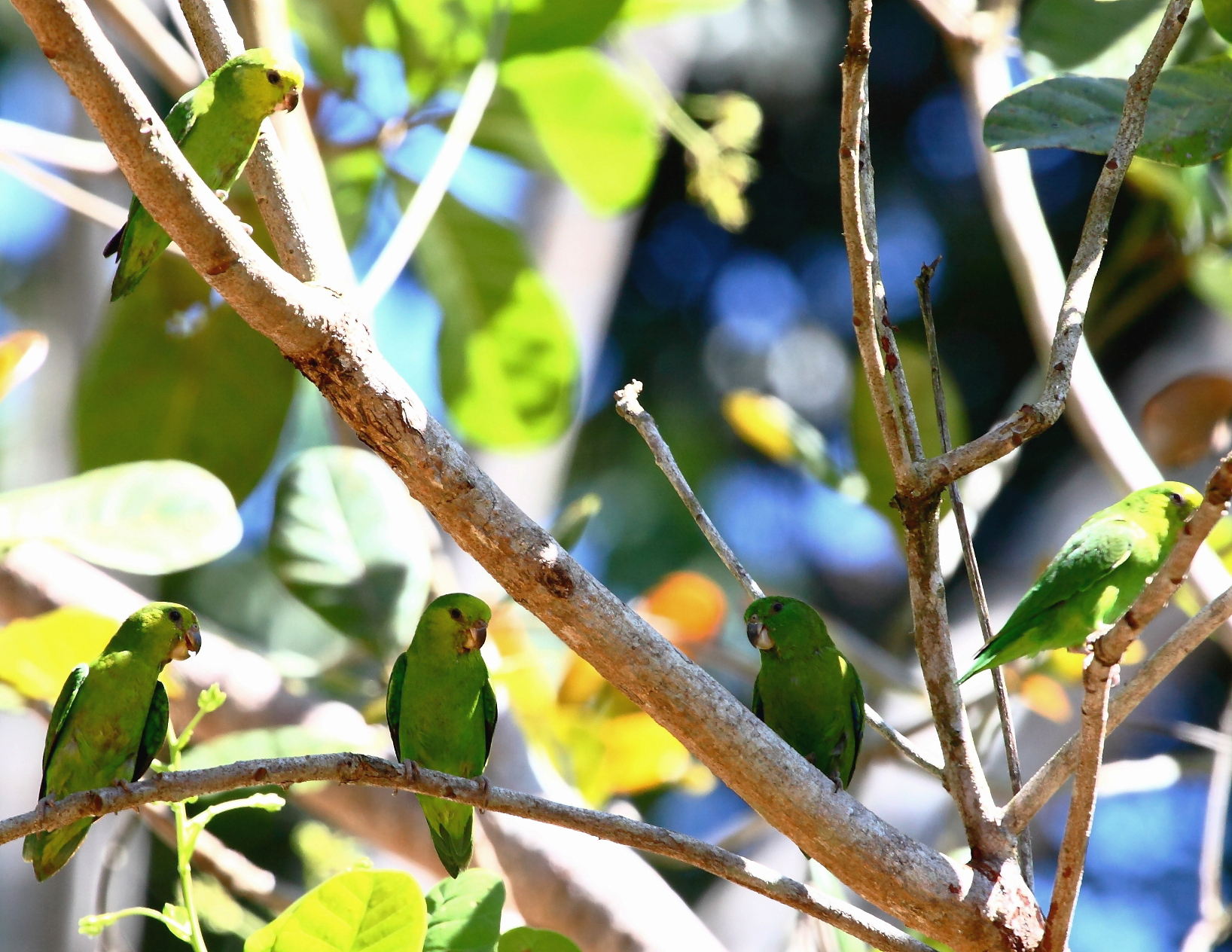
Volée de Toui de Sclater

Le Toui de Sclater (Forpus modestus, synonyme : Forpus sclateri) est une espèce d'oiseaux appartenant à la famille des Psittacidae.

## Description
Cet oiseau est très proche du toui céleste dont il se distingue par le bec noir et des barres alaires bleues très marquées. Il mesure environ 13 cm.

## Sous-espèces
D'après la classification de référence (version 5.1, 2015) du Congrès ornithologique international, cette espèce est constituée des deux sous-espèces suivantes :
- Forpus modestus modestus (Cabanis, 1848)
- Forpus modestus sclateri (G.R. Gray, 1859)

## Habitat
Cet oiseau vit entre 1 500 et 1 800 m d'altitude.

## Répartition
Cet oiseau est bien répandu en Bolivie, en Guyane, au Venezuela, au Brésil, en Colombie, en Équateur et au Pérou.